# Aizoon canariense
Aizoon canariense L., es una especie botánica perteneciente a la familia de las aizoáceas.

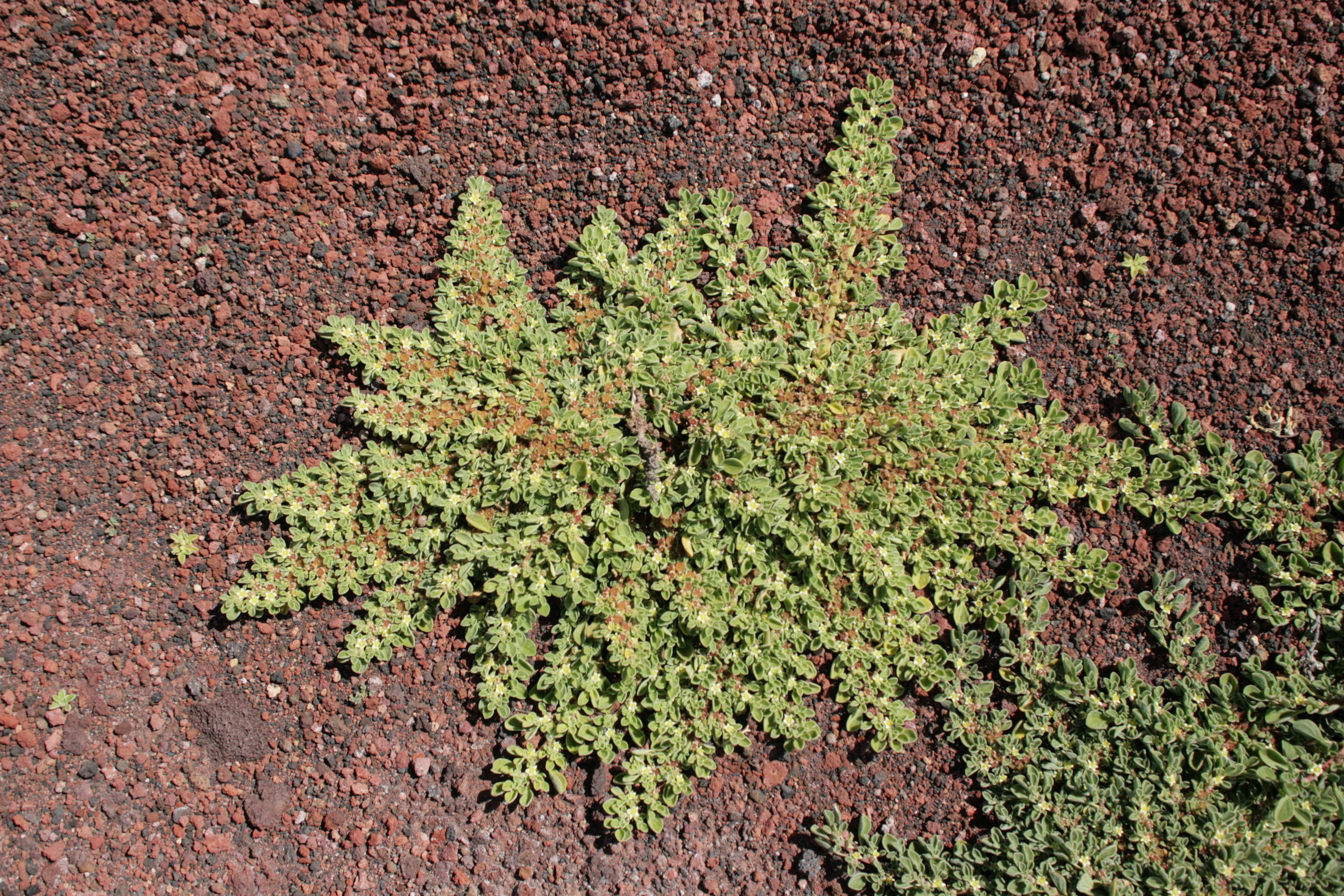
Planta en su hábitat

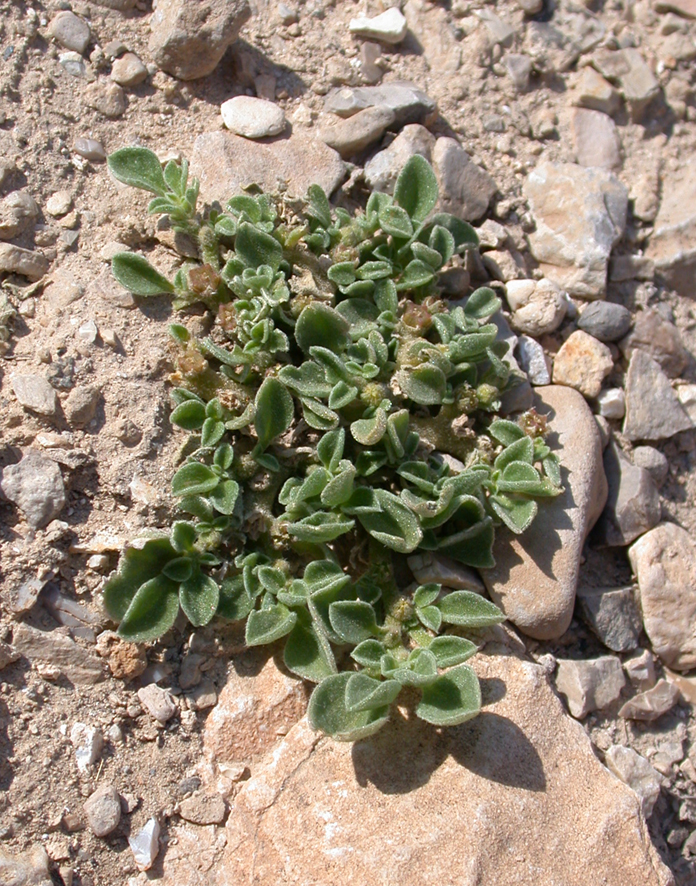
Vista e la planta

## Descripción
Se trata de una planta anual de hasta 25 cm, con ramas extendidas sobre la superficie. Hojas pecioladas, algo carnosas y con pelusa. Flores pequeñas, con sépalos de 1-3 mm y con el interior amarillento, sin pétalos.

## Distribución geográfica
A.canariense es una especie nativa de la Macaronesia y el norte de África.

## Taxonomía
Aizoon canariense fue descrita por Carlos Linneo  y publicado en Species Plantarum 1: 488. 1753.
Etimología
Aizoon: procede del griego aei, que significa siempre o permanente y zoon, zoos, que significa vida o viviente. 
canariense: epíteto geográfico que se refiere al archipiélago canario, en su sentido más amplio.
Sinonimia
- Aizoon canariense var. denudata Sond.
- Aizoon procumbens Crantz
- Glinus chrystallinus Forssk.
- Veslingia cauliflora Moench
- Veslingia heisteri Fabr. ex Willd.[2]

## Nombre común
Se conoce como "patilla o pata perro".